# Gornja Stražava
Gornja Stražava (en serbe cyrillique : Горња Стражава) est un village de Serbie situé dans la municipalité de Prokuplje, district de Toplica. Au recensement de 2011, il comptait 670 habitants.

## Démographie
| 1948 | 1953 | 1961 | 1971 | 1981  | 1991 | 2002 | 2011 |
| ---- | ---- | ---- | ---- | ----- | ---- | ---- | ---- |
| 905  | 977  | 996  | 985  | 1 009 | 969  | 768  | 670  |

|  |